# کیجی فوجیوارا
کیجی فوجیوارا (انگلیسی: Keiji Fujiwara; ۵ اکتبر ۱۹۶۴ – ۱۲ آوریل ۲۰۲۰) صداپیشه، و بازیگر اهل ژاپن بود.
از فیلم‌ها یا برنامه‌های تلویزیونی که وی در آن نقش داشته‌است می‌توان به رنگارنگ اشاره کرد.